# 高木正善
高木 正善（たかぎ まさよし）は、江戸時代後期の大名。河内国丹南藩13代（最後）の藩主（知藩事）。官位は従五位下・肥前守。明治維新後は子爵。

## 生涯
丹南藩分家筋の大身旗本・高木守庸の次男として誕生した。正室は松平輝聴の次女・銑子。子は高木正得（長男）。
先代藩主・高木正坦に嗣子が無かったため、その養嗣子となる。明治2年（1869年）11月18日、正坦の隠居により跡を継ぎ知藩事となった。明治4年（1871年）の廃藩置県で免官される。1884年（明治17年）7月8日、子爵を叙爵した。
1897年（明治30年）7月10日、貴族院議員に選ばれ、1911年（明治44年）7月9日まで在任した。1920年1月27日、または11月に68歳で死去した。墓所は東京都杉並区永福の栖岸院。
三笠宮崇仁親王妃百合子の祖父にあたる。